# آبشار بیگ هرت
آبشار بیگ هرت (به انگلیسی: Big Heart Falls) آبشاری است که در شهرستان کینگ، واشینگتن، ایالات متحده آمریکا واقع شده و ارتفاع کلی ریزشگاه آن ۱٬۲۶۸ فوت (۳۸۶ متر) است.